# Stephan Fay
Stephan Fay   (Tours, 1770 - Versalles, 1845) fou un compositor i cantant francès.
El 1790 debutà a París i l'any següent estrenà l'opereta en tres actes, Flora, que aconseguí un bon èxit. El 1792 fou primer tenor del teatre Favart (avui Òpera Comique), i vers el 1795, en el teatre Théâtre Feydeau, on intensificà, a més, la seva producció teatral fins al 1801.
En aquesta presentà a l'escena:
- Le projet extravagant (peça en un acte, 1992);
- Le bon père (1792);
- Les rendez-vous espagnols (tres actes, 1793);
- L'intérieur d'un ménage républicain (1794);
- Emma ou le soupçon (tres actes, 1793);
- Clémentine ou la belle-mère (1795);
- La familie savoyarde (1800).

El 1802 es presentà La bonne aventure, passant Fay més tard a Brussel·les. De retorn a París presentà en l'Òpera Comique el 1805 la seva última obra Julie ou le pot de Fleurs, treballant després a províncies fins al 1819, en que va tornar a reaparèixer en l'Òpera Comique. El 1820 feu una gira per Holanda, fent després una breu reaparició en el Gymnase de París, i tornant a Brussel·les, on va romandre fins al 1826, en què s'acomiadà del teatre.